# 154. brigada HV
154. brigada HV-a ustrojena je 1. prosinca 1991. godine temeljem odluke Ministra obrane Republike Hrvatske u Pazinu te je sastavljena od vojnih obveznika Buzeštine, Labinštine, Pazinštine, Poreštine te onih s područja Buja i Umaga (1/154. brigada HV "Pazinski boškarini", 2/154. brigada HV "Malvazijskih tigrova – le tigri della malvasia", 3/154. brigada HV "Porečki prči"). 

## Ratni put
Početkom prosinca 1991. godine počinje se s ubrzanim ustrojavanjem, opremanjem i obučavanjem ove postrojbe, najprije sa sjedištem zapovjedništva brigade u tadašnjem domu branitelja (danas zgrada Županijskih službi i trgovačkog suda) i zapovjedništava bojni u Pazinu, Poreču i Umagu. 
Za dan osnivanja uzima se 1. prosinca 1991. godine. Brigada je formirana u Pazinu. Popunjavali su ju vojni obveznici iz Pazina, Poreča, Umaga i Buzeta.
Sredinom mjeseca prosinca mobilizira se cijelo ratno zapovjedništvo brigade i neke postrojbe, posebno diverzantski i protudiverzantski vod, te vod PZO.To je i vrijeme kada počinje ubrzan razvoj, opremanje, naoružavanje i stvaranje uvjeta za obuku snaga i odlazak na bojišnicu.
Već u to vrijeme diverzantski i protudiverzantski vod, te vod PZO u Pazinu i Poreču dobivaju jasne zadaće te 26. prosinca 1991. godine ove postrojbe ili posjedaju borbene položaje, ili su u spremnosti za djelovanje. Istovremeno logistička satnija priprema vojarnu "Veli Jože" za prihvat glavnih borbenih snaga, organizaciju njihovog života i rada te ubrzanog uvježbavanja i pripremanja za preuzimanje zadaća na Ličkoj bojišnici. 
Brigada sastavljena od vojnih obveznika iz Buzeštine, Labinštine, Pazinštine, Poreštine, te područja Buja i Umaga i organizirana u tri borbene bojne, postrojbe borbene potpore, pristožerne postrojbe i postrojbi logistike, krajnje odgovornim pristupom zapovjednih sastava svih razina u vrlo kratkom vremenu, do sredine ožujka, dovodi veći dio snaga u najviši stupanj uvježbanosti za preuzimanje ratnih zadaća na dijelu bojišnice.
Temeljem objektivne potrebe, a sukladno zapovjedi zapovjednika OZ Rijeka, već početkom travnja 1992. godine brigade preuzima borbene zadaće na Ličkoj bojišnici, najprije kao operativna pričuva zapovjednika OG Lika, a već u svibnju iste godine i kao obrambena snaga na prvoj crti bojišnice na području Ivčevića kose.
Godine 1993. brigada jednim dijelom svojih snaga organizira obranu na području Ličkog Osika, Mušaluka i Budačkog mosta.
Godina 1994. je za brigadu gotovo najintenzivnija gledano s aspekta boravka na bojišnici. Te godine brigada u razdoblju od siječnja do svibnja brani grad Otočac u vrlo zahtjevnoj obrambenoj zadaći, a potom nakon ljetne stanke (zbog potrebe turističke privrede za radnom snagom) i nakon preustrojavanja 154. br HV u 154. dp HV (preustrojavanjem je brigada dodatno ojačana većim brojem ljudstva i borbene tehnike) sredinom rujna odlazi na područje Perušićke kose. 
Ovdje na geografski, klimatski i taktički vrlo zahtjevnom prostoru organizira aktivnu obranu na crti koja se proteže od Sinca preko Ramljana, Pocrnića do Alivojvodića, a po dubini do Kosinja i Klanca.
Godine 1995. godine 154. domobranska pukovnija neprekidno drži dodijeljeno joj područje odgovornosti, sve do početka mjeseca svibnja, kada je demobilizirana. 
Demobilizirana je samo na kratko jer se već krajem lipnja pa do sredine srpnja po razinama zapovjedanja počinje s izradom planova za VRO "Oluja".
Dne 2. kolovoza 1995. godine, na "RIM" počinje mobilizacija pukovnije, najprije po po dijelovima, a odmah potom i cjelokupnog sastava. Od tada pa do demobilizacije 26. rujna 1995. godine pukovnije sudjeluje u VRO "Oluja" gdje kao snaga podupirućeg napora 9. gbr sudjeluje u oslobađanju cijelog prostora Krbavskog polja i Udbine, te područja oko plitvičkog Ljeskovca, Uvalice i Prijeboja. Nedugo zatim izbija na međunarodno priznatu državnu granicu RH u dolini rijeke Une (od Štrbačkog buka do Demirovića brda).
Svečano postrojavanje cijele 154. dp na gradskom stadionu u Pazinu, te veličenstveni dočeci u Buzetu, Labinu, Pazinu, Poreču i Umagu obilježili su ujedno i kraj borbenog puta ova postrojbe.
Nakon "Oluje" pukovnija, iako demobilizirana, nastavlja svoje zadaće na daljnjem razvoju i opremanju, obučavanju zapovjednika i zapovjednih sastava (pa i nekih smanjenih borbenih dijelova), školovanju kadrova; sada već prema NATO-vim standardima koji se uvode u sustav. Provode se i intenzivne zadaće na unapređenju života i rada u ZM Pazin (naime zapovjedništvo brigade je ujedno i zapovjedništvo ZM Pazin), uređuje se i obnavlja tzv. tenkovska cesta (Pazin - Lindar), uređuje i obnavlja vojarna "Veli Jože", izgrađuje taborište “Lindar”, razvodi vodovodna mreža u selu Bertoši i niz drugih aktivnosti.
Dne 1. siječnja 2001. godine pukovnija opet prelazi u brigadu i nosi naziv 636. pbr, da bi se 1. srpnja 2003. integrirala sa 635. pbr iz Pule (bivša 119. brigada HV) te kao takva djelovala do njenog potpunog gašenja 31. prosinca 2004. godine. 
Na svom ratnom putu brigada je imala jednom poginulog pripadnika i nekoliko ranjenih.
Tijekom cijelog razdoblja domovinskog rata ovu postrojbu karakterizira vrlo visok stupanj odgovornosti svih zapovjednih sastava, ali i svih pripadnika brigade, (iznimno visok odaziv na mobilizaciju, nema pojava samovoljnog napuštanja postrojbe ili pak samovoljnih i neplaniranih akcija), visoka razina profesionalnosti i stručnosti časnika i dočasnika (za uvjete pričuve) visoka razina borbene spremnosti snaga, (nema odlaska na bojišnicu bez prethodnog izviđanja, intenzivne obuke, planiranja djelovanja, logističke potpore i sl.). Humanost i briga za čovjeka, vlastitog vojnika, ali i protivnika još je jedna značajka po kojoj je ova postrojba prepoznatljiva.
Na svom zahtjevnom i složenom ratnom putu ova je postrojba uživala svekoliko poštovanje žitelja na prostorima na kojima je djelovala, a u sredini u kojoj je izrasla nesebičnu logističku, moralnu i svekoliku drugu pomoć i potporu.
Na sjednici Skupštine Istarske županije 14. ožujka 2016. donesena je jednoglasna odluka o dodijeli priznanja Grba Istarske županije 154. brigadi. Priznanje je dodijeljeno na svečanoj sjednici Skupštine Istarske županije povodom Dana Statuta Istarske županije 30. ožujka 2016. godine.

## Vanjske poveznice
- Muzej grada Pazina  Arhivirana inačica izvorne stranice od 4. ožujka 2016. (Wayback Machine) 154. brigada Hrvatske vojske
- 154. brigada HV, Pazin, Umag, Poreč, Istra  Arhivirana inačica izvorne stranice od 4. ožujka 2016. (Wayback Machine)
- 154. brigada HV - Pazin  Arhivirana inačica izvorne stranice od 6. ožujka 2016. (Wayback Machine)
- 154. brigada HV - Umag  Arhivirana inačica izvorne stranice od 6. ožujka 2016. (Wayback Machine)
- 154. brigada HV - Poreč  Arhivirana inačica izvorne stranice od 15. ožujka 2016. (Wayback Machine)
- Ratni put 154. brigade HV  Arhivirana inačica izvorne stranice od 7. ožujka 2016. (Wayback Machine)
- Poreština.info news portal Ratko Vlado Aleksić: Gradonačelnik Grada Poreča primio ratne zapovjednike 154. brigade, 27. studenoga 2006.